# Championnat de Finlande de hockey sur glace 1928-1929
Saison précédente Saison suivante
La saison 1928-1929 est la deuxième saison de la SM-sarja.
Le HJK Helsinki remporte le 2e titre de champion de Finlande en battant le HPS Helsinki en finale 5 à 1.

## Déroulement

### Détail des scores
Demi-finales
| Équipe       | Score | Équipe       | Note               |
| ------------ | ----- | ------------ | ------------------ |
| ViPS Viipuri | 3-4   | HPS Helsinki | Après prolongation |
| HJK Helsinki | 3-1   | ÅIFK Turku   |                    |

Finale
| Équipe       | Score | Équipe       | Note |
| ------------ | ----- | ------------ | ---- |
| HJK Helsinki | 5-1   | HPS Helsinki |      |